# Парламентарни избори у Краљевини Србији 1908.
Избори за народне посланике Краљевине Србије 1908. су одржани 18/31. маја 1908. бирано 160 посланика.

## Резултати

### У првом кругу
| Странка                           | Посланици |
| --------------------------------- | --------- |
| Народна радикална странка         | 81        |
| Самостална радикална странка      | 46        |
| Народна странка                   | 17        |
| Српска напредна странка           | 7         |
| Српска социјалдемократска странка | 1         |
| Неодлучни у првом колу            | 8         |
| Укупно                            | 160       |

### Посланици према предлагачима
| Странка                           | Посланици |
| --------------------------------- | --------- |
| Укупно                            | 160       |
| Народна радикална странка         | 84        |
| Самостална радикална странка      | 48        |
| Народна странка                   | 20        |
| Српска напредна странка           | 7         |
| Српска социјалдемократска странка | 1         |

## Број бирача и гласача 1908.
- Број бирача: 574 851
- Број гласача: 402 684
- % гласача: 70,05%[1]